# SN 2010dy
SN 2010dy – supernowa typu Ia odkryta 6 czerwca 2010 roku w galaktyce PGC1174551. W momencie odkrycia miała maksymalną jasność 17,90m.